# Igali
Igali (en rus: Игали) és un poble del Daguestan, a Rússia, que en el cens del 2010 tenia 2.559 habitants. Pertany al districte rural de Mekhelta.